# Jimmy Milne
James Low Milne, conosciuto comunemente come Jimmy Milne (Dundee, 24 gennaio 1911 – 13 dicembre 1997) è stato un allenatore di calcio e calciatore scozzese, di ruolo difensore.

## Biografia
Suo figlio Gordon Milne è stato a sua volta un calciatore ed allenatore di calcio professionista.

## Carriera

### Giocatore
Nella stagione 1931-1932 ha giocato in Scozia nel Dundee Utd; al termine di quella stagione si è trasferito agli inglesi del Preston N.E., con cui ha giocato tra la prima (dal 1934 al 1939) e la seconda divisione inglese (dal 1932 al 1934) per sette stagioni consecutive, dal 1932 al 1939, totalizzando 230 presenze e 9 reti in partite di campionato; ha inoltre vinto la FA Cup 1937-1938, mentre l'anno precedente aveva perso la finale della medesima competizione.

### Allenatore
Nella stagione 1946-1947 ha allenato il Wigan e nella stagione 1947-1948 il Morecambe.
Dal 1961 al 1968 ha allenato il Preston, conquistandovi sette piazzamenti consecutivi a metà classifica nella seconda divisione inglese, con l'unica eccezione della Second Division 1963-1964, chiusa al terzo posto in classifica; nella stagione 1964-1965 ha inoltre raggiunto (e perso) la finale di FA Cup.

## Palmarès

### Giocatore

#### Competizioni nazionali
- Coppa d'Inghilterra: 1

Preston: 1937-1938